# Миноносцы типа S-138
Эскадренные миноносцы типа S-138 — тип эскадренных миноносцев (по официальной классификации германского флота — больших миноносцев), состоявший на вооружении Военно-морского флота Германии в начале XX века и в период Первой мировой войны. Всего было построено 12 миноносцев этого типа — S-138 — S-149 (все по программе 1906 — 1907 годов).

## Энергетическая установка

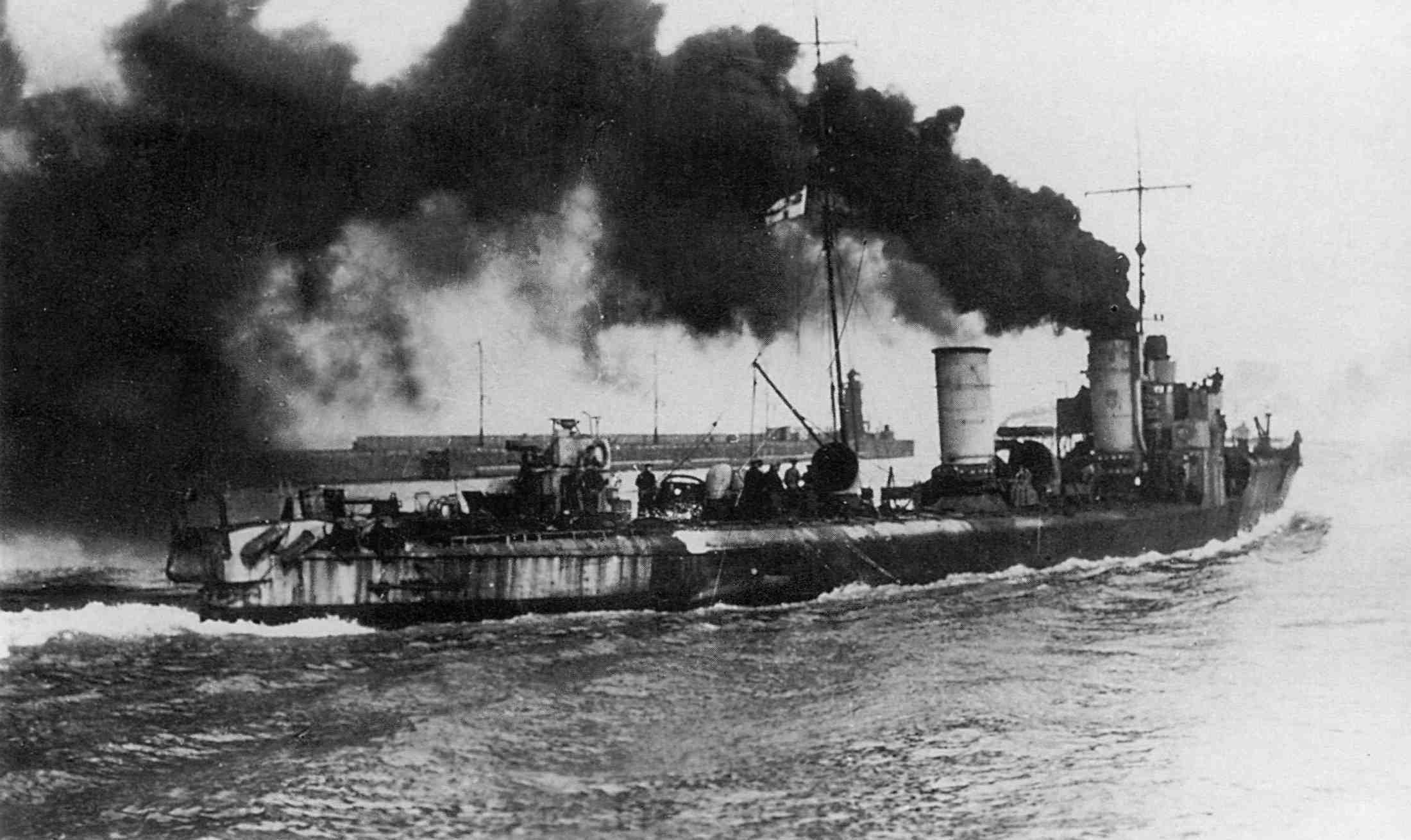
S 149 между 1908 и 1916 годами

На кораблях типа в качестве ГЭУ были установлены две вертикальные трёхцилиндровые паровые машины (тройного расширения) общей мощностью 11 000 л. с. и 4 военно-морских угольных котла с давлением 19 атмосфер. Максимальные запасы топлива на миноносцах типа составляли 194 тонны угля.

## Вооружение
Миноносцы вооружались 1х1 88-мм/35 и 3х1 52-мм/55 орудиями. Позднее артиллерийское вооружение было заменено на 2х1 88-мм/35 морских орудия. Торпедное вооружение эсминцев состояло из 3х1 450-мм торпедных аппаратов.